# Connecticut State Route 2
Die Connecticut State Route 2 (kurz CT 2) ist eine in Nordwest-Südost-Richtung verlaufende State Route im US-Bundesstaat Connecticut.

## Verlauf
Die State Route beginnt an der Interstate 91 in Hartford und endet nach 93 Kilometern in Stonington am U.S. Highway 1. Sie wird auch als Veterans of Foreign Wars Memorial Highway bezeichnet.
Die CT 2 beginnt als Fortsetzung der State Street hinter dem Columbus Boulevard. Nach der Überquerung der IS 91 sowie des Connecticut River über die Founders Bridge trifft sie in East Hartford auf die Interstate 84 und die U.S. Highways 5 und 6 sowie die Connecticut State Route 15. Zwischen Hartford und Norwich verläuft die Straße als Freeway und kreuzt am Stadtrand von Norwich die Interstate 395 und die Connecticut State Route 2A. Im Süden von Colchester zweigt die Connecticut State Route 11 als Freeway ab. Nördlich von Stonington trifft sie auf die Interstate 95, bevor sie in der Innenstadt am US 1 endet.
Die Straße ist zwei- bis vierspurig.

## Geschichte

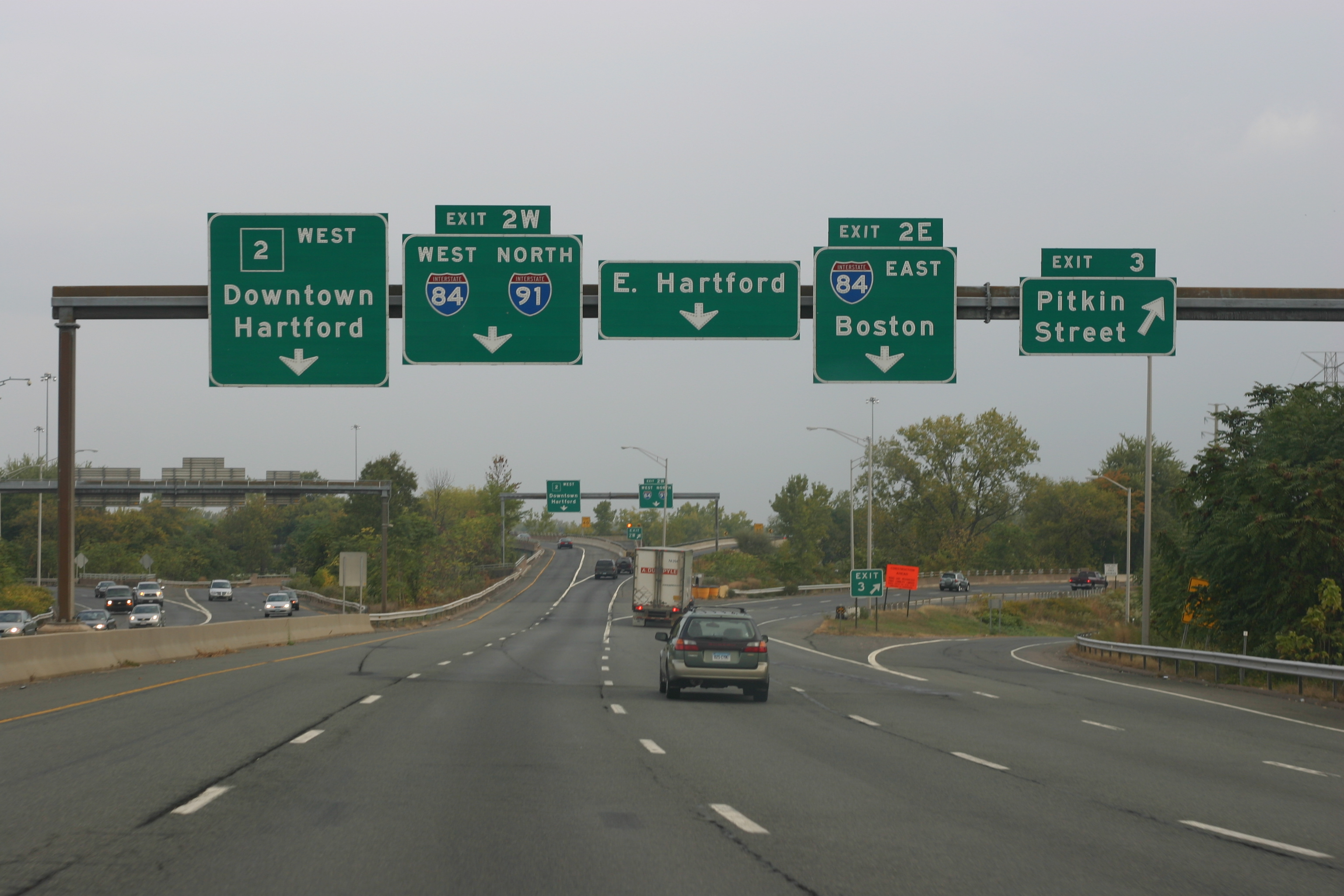
Connecticut State Route 2 in Hartford

Im 18. Jahrhundert gab es zwei mautpflichtige Straßen, den New London Turnpike und den Colchester and Norwich Turnpike, entlang des Verlaufs der heutigen CT 2. Im Jahr 1922 wurden unter anderem diese beiden Abschnitte zur New England Interstate Route 17 zusammengeschlossen. Zehn Jahre später wurde 1932 der östliche Teil der New England Route 17 zur neuen Connecticut State Route 2. Zwischen den 1950er und 1970er Jahren wurde die Straße zwischen Hartford und Norwich zum Freeway ausgebaut.